# パーフェクト・ブラッド
『パーフェクト・ブラッド』は赤井紅介・作、椋本夏夜・画のライトノベル作品。集英社・スーパーダッシュ文庫刊。

## ストーリー
失踪した両親が残した莫大な借金を背負う高校生・春川裕樹は銀行強盗事件に巻き込まれ、人質に取られてしまう。
警察も手を出せない中、緊迫する店内へ突如として乱入した金髪の魔法士により強盗は撃退され、事件は一件落着したかと思われた。
ところが、事件解決後に店内へ入って来た和服の少女にどこからともなく現れた黒服の男が襲いかかり、裕樹は咄嗟の判断で少女を庇って、黒服の男が振りかざす魔法の刃に心臓を貫かれてしまう。
死を覚悟した裕樹が意識を取り戻すと、そこには同級生で校内の羨望を一身に集める美少女・東雲透華がいた。透華の回復魔法・レストラシオンで裕樹は一命を取り留めたが、裕樹の傷が完全に回復するまでには最低でも10日間は術者である透華の側で生活しなければならないという。
そして、裕樹が命懸けで危機から救った少女こそが、透華の主人であり10歳にして世界的企業・天宮グループの総帥である天宮雪子であったことから、事態は意外な方向へと展開していく。

## 登場人物

### 主な登場人物
春川 裕樹（はるかわ ゆうき）
- 所持魔導書:「バーサーカー」

主人公・17歳。両親は莫大な借金を残して失踪し、借金の取り立てに追われながら極力、目立たないように過ごしている。借金は天宮雪子によって肩代わりしてもらった後、アミュレットでの任務をこなした報酬によって全額返済している。
天宮グループ総帥の雪子を、刺客の凶刃から身を賭して護ったことから瀕死の重傷を負うが、東雲透華が使用した回復魔法・レストラシオンにより一命を取り留める。
しかし、レストラシオンの使用範囲が術者と近くなければならないことから、最低でも完治するまでの10日間、透華と密着しながら生活しなければならなくなってしまう。
裕樹の両親は魔法士であったが、幼少時に魔力を暴発させ両親の片腕を1本ずつ吹き飛ばしてしまったことがトラウマになっており魔法士という存在そのものに否定的であった。:透華と行動を共にし、雪子の命を狙う秘密結社・エウプロシュネと対峙するうちに考え方が変わるが、エウプロシュネのアジトで窮地に追い込まれた透華を救いたい一心で、エウプロシュネの幹部・リエルが隠し持っていた原書（オリジン）「バーサーカー」を身に付け、人間とは異質の存在「パーフェクト・ブラッド」の能力に覚醒してしまう。原書持ちのパーフェクト・ブラッドは、歩くプルトニウムと呼ばれる。
存在自体が危険視されるパーフェクト・ブラッドだが、裕樹の場合は特例でアミュレット所属となり、原書持ち犯罪者対策の先鋒に、同時に、浸食型原書の解除方法を発見する使命を負うこととなった。
伊達眼鏡をかけており、アミュレットの任務の時は眼鏡を外して制服を着替え前髪を上げるといった、軽い変装をしている。
「ブレスド・レイン」を巡る事件で「バーサーカー」の力の意味と扱い方を知り、以後は心を保ったまま「バーサーカー」を扱うことが可能になる。その後も原書やそれに準ずる力を持つ敵と戦っていく度に成長し、数百年を生きる多田にもその力は認められている。
透華、雪子、サーニャ、カトリーナなど多くのヒロインに好意を抱かれているが、今のところ本人は透華に惹かれている模様。
「アーカーシャ」の予言する運命を変えるための最大の駒であり、多田に滅びの運命を回避する最重要人物として目をつけられている。
最終エウプロシュネ戦にて自ら犠牲となり原書「ガイア」と共に別次元（11次元）へとガイアの「ワープホール」を使いと使い飛び立った。別次元で5年間もの長い歳月を過ごしたので精神が崩壊。その後、透華との再会時に「バーサーカー」を解放し、精神と失った記憶を取り戻す。
東雲 透華（しののめ とうか）
- 所持魔導書:「フレイム・ゴースト」「帚星」「レストラシオン」

ヒロイン・17歳。裕樹の同級生で、校内のアイドル的存在であるがそれは表の顔で、その正体は天宮グループ総帥・天宮雪子専属のメイド。且つ、保安組織・アミュレット所属のD級魔法士。耐熱仕様のドレスで戦う。
任務時などはハーレー・ダビッドソンで移動するが、運転が粗い。
炎の魔神を召喚する魔導書（リング）「フレイム・ゴースト」を操り、魔法を発動させた際は髪の色が金色に変化する。
天宮雪子を庇って瀕死の重傷を負った裕樹を、回復魔法・レストラシオンにより死の淵から救い出すが、その効能により10日間は裕樹と密着しながら生活することになってしまう。
雪子とは主従関係を越えた強い信頼関係で結ばれており、執事の前田と共に飛行機事故で両親を亡くした雪子の保護者代わりでもある。
魔法士の資格は本来、20歳以上でなければ得られないため年齢詐称をしている。
幼少時に魔力を暴発させ、住んでいた村を全焼させる大火事を引き起こした（その時に暴走した魔導書（リング）も、「フレイム・ゴースト」である）。
それが原因で村八分に遭い、両親に棄てられるが、天宮グループを一代で築き上げた雪子の父・天宮宗悟に保護され、雪子と共に育てられた。
エウプロシュネのアジトを壊滅させた際に瀕死の重傷を負い、以前とは逆に裕樹のレストラシオンで一命を取り留める。
「バーサーカー」春川祐樹のパートナーとして幾度も原書憑きもしくはそのレベルに達する魔法使いたちと戦い続け、自らも原書憑きと遜色無いレベルに達する。最強の魔女「チャイルドビッチ」和泉菫と互角の戦いを演じた唯一の魔女。
エウプロシュネ戦後、祐樹と再会した後に雪子からメイドを解雇される。
祐樹と再会の後、共にリシャールの元へと行った。
天宮 雪子（あまみや ゆきこ）
物語開始時10歳、小学生。新エネルギー開発技術で世界をリードする超巨大企業連合体である、天宮グループ総帥を務める少女。
創業者である父・宗悟と母は2年前に飛行機事故で亡くなっており、グループ内は雪子の派閥と叔父・裕悟の派閥で分裂状態にある。
祐樹には銀行強盗に遭った際に助けられ、その恩返しとして彼の身を自分の屋敷に迎え入れ、借金を肩代わりした。以降、祐樹はアミュレットの賞金で彼女に借金を返していくことになる。
天才少女であり、魔法士の血こそ持たないが齢10にして様々な分野の深い知識を持っており、特に魔導書研究に関しては他の追随を許さない。日本語表記の魔導書は彼女制作のものである。また、政治にも強く、子供だと時分を侮る輩に対しては壮絶な雰囲気と論理で黙らせる、自他共に認める天宮グループのトップである。ちなみに、出来る限りは小学校に登校している。
生まれ持った才能と厳しい環境により大人びた心を持つ。しかし、超絶的な精神力に反して本来は年相応の女の子らしい性格であり、透華や裕樹など心を開いている人物に対しては妹のように振る舞い、実際に透華を「透華お姉ちゃん」と呼んで慕っている。好奇心旺盛な一面もあり、子供が知ってはダメなことを知ろうとして透華に叱られる場面も。たまに策士。
時には冷酷なグループ総帥を務めつつも、本来はとても心優しく、本来ならば人を傷つけるなどと考えもしない性格。しかし考えなしに創ってしまった「鎌鼬」などのコストパフォーマンスに優れた魔導書たちがむやみに戦いに使われたことで、戦闘用魔導書制作にトラウマを持っている。そのため、新たに彼女が創り出した魔導書カテゴリである「願いの魔導書」は自分が信頼する透華や石丸のためだけのものとなっている。
対エウプロシュネ戦では多田と石丸の出陣後、本陣の指揮を務めた。
祐樹に対して恋心があるような描写が多く見られたが、ようやく自身の心に気づいた。石丸の猛アタックは実は否定的な回答をしつつも嬉しくない訳ではなかったらしく、祐樹への感情に決着がついたレムリアでは、遂に石丸に少しだがデレる。

### アミュレット
石丸 悟郎（いしまる ごろう）
- 所持魔導書:「クレイ・ワーク」「修羅」

アミュレット所属の日本に５人しかいないA級魔法士で、透華の上司。
スキンヘッドにサングラス、屈強な巨体にスーツという本職を勘違いしそうな姿をしている。「泥蛇」の異名を持ち、過酷な戦場を渡り歩く傭兵であった過去を持つ、生粋の戦士。
大地を操る魔導書「クレイ・ワーク」を用いて並み居る敵を薙ぎ倒す百戦錬磨の武闘派。魔導書を用いない素手でも十分に強く、天宮の使用人総出でもその進行を止めることはできない。また「修羅」を用いた際には、一時であれ「バーサーカー」を凌ぐほどの身体能力と戦闘技術を発揮する。
ランクは大きく離れているが、かなりの実力を持つ祐樹、透華と行動することが多く、その際には魔法士として、上司として、または人間として先達らしく、頼りになる大人な面を見せる、二人にとっての指導者的な立場を取る。
病的、あるいは変態的なまでに(恋愛的な意味で)天宮雪子のことを愛しており、時間を見つけてはあらゆる手段で天宮邸に押入ったり、口説こうとしたりと行動は最早悪質なストーカーである。毎度雪子には軽くあしらわれているが、このことから彼がロリコンであることは周囲の共通見解であり、「これさえ無ければ」と言われるほど。しかし行動は少なかれ異常であっても、その愛情は真摯で本物であり、時折彼女の成長を見守る父性すら見せる。
雪子からは多少迷惑がられるも心から信頼されており、「バーサーカー」研究の成果である願いの魔導書「修羅」を贈られる。猛烈な求愛に対しても、表では跳ね返しても内心では満更でもなさそうな描写もあり、仲は比較的に良好。
小羽を弟子としているが、ほぼ押しかけ弟子。また、自分が雪子一筋なこともあり、かなり執拗な求愛をしてくる彼女には少々辟易気味。ある意味天敵である。
アミュレットのトップである多田とは盟友であり、世界滅亡に関する一通りのことを教えられている。未来の出来事を知ることから、多田が挙げる「未来を変えることができる4人」のひとりとして数えられている。
エウプロシュネ戦後は東京での仕事を片付け、サーニャの護衛のためにアルプの遺跡に駐留する。なお、そこで初恋の人はサーニャの母であるスラーヴァであったことを告白。ロリコン疑惑が遂に解消された。
多田 源一郎（ただ げんいちろう）
- 所持魔導書:「光陰」「アーカーシャ」

アミュレット所属のB級魔法士。普段はお調子者だが、二刀流の魔導書（リング）「光陰」の使い手であり、戦闘能力は極めて高い。
普通の魔法士でありながら原書を扱う原書憑きで、左耳にイヤリング状の原書「アーカーシャ」を下げている。その副作用か、眠ることができない、偏頭痛などの身体的な制限を持つ。
刻魔法の原書「アーカーシャ」によって時間を止めた存在であり、その身は朽ちることなく若さを保ち続け、その未来を知る力により「神の視点」を持つ一種の超越者。
「アーカーシャ」により、近い未来にエウプロシュネ盟主による世界の滅びが待っていることを知り、それを止めるために孤独の中を戦い続けてきたが、「神の視点」に慣れすぎてしまったこととその執念の深さにより、いつしか手段を選ばず、人の生死を歴史改変の駒としか見られなくなってしまった。
実はエノク社社長であり、アミュレットを組織した張本人。石丸とは上司・部下の関係だが、唯一アーカーシャや世界崩壊のことを話せるほどに信頼しあっている親友同士でもある。しかし行動原理の全てが「世界を救うため」であり、その大義名分の下に行う非道に対して責められることも多い。
対エウプロシュネ戦の際には打倒盟主の下に行った非道、中でも菫の死を知っていたのに見捨てたことに対して激怒した春川裕樹の手のより地中奥深くに沈められ生死不明。
本作のストーリーは彼が世界を破滅の道から救い出すためのものが大筋であり、ある意味では作者が挙げる三人には含まれない、もう一人の主人公である。
アーカーシャ
多田源一郎の視界に映る幻影の少女で、原書「アーカーシャ」そのもの。
話す言葉は全て平仮名で表記され、多田を「げんいちろう」と呼び、憐れみ・蔑みの目で微笑む。
エウプロシュネ・ガイアと瓜二つの容姿を持つ。
桐谷 小羽（きりたに こはね）
- 所持魔導書:「ウィンディルネ」

石丸を「マスター」を慕う少女で、幼いながらもAA級の実力を持つ魔法士。5巻のゲストヒロイン。
石丸の自称弟子。彼に非常に強い恋慕の情を抱いている。石丸の傍にいることを望み、アミュレットへの入隊を志願しているが、年齢と彼女の持つ力の性質を理由に、多田には断られ続けている。
既に高校生に近い年齢に達しているが、とてもそうは見えないほど発育が遅い。
精神干渉に長ける水の精霊魔導書「ウィンディルネ」の使い手で、相手の心を見抜き、安らがせることに特出した力を持つ。その力は、本来ならば不可能な岩石系の魔人を元の姿に戻すほど。彼女のこの力は魔導書に依存するわけもなく、平常時でも他人の心を理解し、的確なアドバイスを出すカウンセラーのような才能を発揮している。作中ではよく「精霊魔法士」と表記される。
水を操り、冷気を生みだす力もあり、水場における戦闘は彼女の独擅場となる。さらに、他の魔導書とは比較にならないほど広範囲の共鳴能力を持ち、「バーサーカー」が気付かないほど遠くにある魔導書の共鳴を感知することができる。
エウプロシュネ戦後はアルプの遺跡でサーニャの側に付きながら、石丸の訓練を受けている。実は幼い容姿はロリコンであると思われた石丸に好かれるために自ら望んだもの(意志と結果が関係あるかは別にして)であることが判明。石丸のロリコン疑惑解消に非常にショックを受ける。

### 原書の魔法士たち
和泉 菫（いずみ すみれ）
- 所持魔導書:「グラビティ・ドライブ」「ピーピング・キャット」「レストラシオン」

産休の担任に代わり裕樹達のクラスを受け持っている臨時教員。年齢不詳だが、外見は「お子ちゃま」そのもの。裕樹に対して透華の秘密を知っているかのような素振りを見せる。
その正体はもう一人の「パーフェクト・ブラッド」であり、原書（オリジン）「グラビティ・ドライブ」を持つAA級犯罪者。世界最強の魔女だと言われており、原書の中でも戦闘に特出した魔導書と、それを完璧に使いこなす才能は他の何者も寄せ付けない。コードネームは「チャイルドビッチ」、本名はコルディエ・E・テレーズで菫という名は菫青石（コーディエライト）から取った偽名と見られている。
ある小国の王太女であったが、その国で発見された「グラビティ・ドライブ」を狙う超大国の魔法士が発動させた原書「アウトブレイク」により祖国は一夜で壊滅。ただ一人生き残った過去を持つ。
彼女の行動原理は二つあり、ひとつは世界に散らばる原書をはじめとする強力な魔導書を核兵器を持たない国に与えることで、パワーバランスを創り出すこと、そしてもうひとつは、故郷を滅ぼした原書「アウトブレイク」とその使い手であるパーフェクト・ブラッドに対する復讐である。
原書「バーサーカー」を狙い、エウプロシュネ幹部・リエルを追っていたものの、裕樹が「バーサーカー」を装着したことにより目論見は外れてしまう。裕樹を殺せば「バーサーカー」は再度、腕輪状に戻るため「バーサーカー」の力により覚醒した裕樹と壮絶な死闘を繰り広げたものの、忽然と姿を消した。
日本に現れた「アウトブレイク」の原書憑き、カトリーナを狙って再び裕樹たちの前に立ち塞がり、「帚星」を得た透華と一対一の激戦を繰り広げ、引き分ける。激戦の最中、透華に自身の本心を言い当てられ、「アウトブレイク」に纏わる憎しみから解放される。その後は透華の「レストラシオン」を持ち去り、カトリーナを連れてどこかの国へ逃走している。
カトリーナと和解した後の菫は、カトリーナに辛く当たるような言い方をしながらも、彼女の命を守り、その幸せを願うような保護者的立ち位置になっている。
多田が挙げた「結社との決戦までに死んではいけない人物」のひとりであり、アウレリウスが言う「結社盟主を打倒する可能性のある原書」を持つひとりでもある。
対エウプロシュネ戦にて、敗走する透華を守るためにエウプロシュネと対決。途中、戦いの元凶の存在と自分の死期に気づき、グラビティ・ドライブに自分の命を捧げて魔人化。エウプロシュネを抑え込むことに成功するが、祐樹が真実に気付くことを願って消滅する。この時、グラビティ・ドライブは彼女の血を媒介して侵蝕型原書化した。
サーニャ
- 所持魔導書:「ブレスド・レイン」

14歳。パーフェクト・ブラッドである魔法士の少女。2巻ではゲストヒロイン。
母・スラーヴァの形見である水の原書「ブレスド・レイン」を使う。カタコトの日本語を喋る。
母から「愛すること」のみを教わり、他人に対して嫌悪や拒絶といった負の感情を一切表に出さない純粋な少女で、「濃霧の魔女」と言われた母のように、貧しい土地に雨を降らせてまわることが夢。
しかし、ただ夢見がちな理想論者というわけではなく、魔女狩りなどの世界の不条理に直面しても尚、「愛すること」をやめない強さも持つ。
エウプロシュネに追われている途中に菫と出会い、裕樹のことを聞かされ頼って日本へ逃亡してくる。
そうして裕樹に助けられ、それがキッカケで彼に恋愛感情を抱く。
対エウプロシュネ戦では、小羽と共にアルプの遺跡に赴き、エウプロシュネ・ガイアを鎮めるためにブレスド・レインを永久解放する。残り四ヶ月で衰弱死する自分のことを小羽に任せ、鎮めの雨を降らせるために氷の彫像となった。
カトリーナ
- 所持魔導書:「アウトブレイク」→「グラビティ・ドライブ」

3巻ではゲストヒロインで、作者曰く、三人の主人公のうちの最後の一人。
米国に、優秀な兵器となるように「アウトブレイク」を与えられた少女で、兵器としてのみ存在を許された孤独なパーフェクト・ブラッド。
生い立ちにしては優しさを失っておらず、自らが無秩序に死をまき散らす災厄でしか無いことを嘆き、死を望んでいた。
対エウプロシュネ戦では突如戦場に現れ、菫の形見として侵蝕型原書化した「グラビティ・ドライブ」を使用し、再び侵蝕型原書憑きと化す。その時はすぐに戦場から姿を消すが、その後は菫を殺した世界を憎み、各地を回って結社残党の皆殺しを続けた。実に決戦後に崩壊した結社アジトの半分以上を潰し、「災厄の魔女（カラミティ・ホワイト）」というかつては忌んだような異名を付けられるまでに至る。結社とアミュレットを皆殺しにするつもりだったと以前とは違う形で精神の崩壊を起こしていたが、祐樹の決死の説得によってそれを留まるに至った。
元々が原書憑きという生物兵器を造り出すための存在だったため、たった1ヶ月で菫を越える程にグラビティ・ドライブを使いこなしている。
エレイン・ガルシア
- 所持魔導書:「トール・ハート」「インドラ」

4巻のゲストヒロイン。
米軍魔法士部隊の少女。「道化女(ピエレッタ)」の異名を持つパーフェクト・ブラッド。

### 結社(エウプロシュネ)
エウプロシュネ・ガイア
結社の盟主。本作最大の敵として挙げられている人物。名前や姿など一切不明だが、望めば世界を滅ぼすことができるほどの、原書を超える「究極の原書」を持っていると言われている。おそらく「パーフェクト・ブラッド」のひとり。
「アーカーシャ」によると、多田と菫の不可侵条約締結時(四巻)から約一年半後に結社との最初の大戦が起こるらしく、多田はその滅びの運命を変えるために行動している。しかし、「バーサーカー」以外は記述されているはずの「アーカーシャ」にも、彼のことはごく一部の情報しか記述されておらず、多田は彼が「アーカーシャ」の創造者であり、記述内容を取捨選択しているのではないかと推測している。
実際には結社の盟主などではなく、結社の盟主・象徴として祭り上げられた存在。少女の姿をしており、多田の「アーカーシャ」の幻の少女と全く同じ姿を持つ。
『ガイア』
エウプロシュネ盟主の所有する最強の魔導書、『星』の原書「ガイア」そのもの。「バーサーカー」「アーカーシャ」などと同じく、魔導書本体が意思を持つ。
タオ
- 所持魔導書:「イグニス」「カエルム」他

結社に所属する天才魔法士。
エウロプシュネ解放後は、教会の神父になるが、近所から不貞神父や暴力神父などと噂されている
少尉(本名アズサ)
- 所持魔導書:「ジャック・ザ・リッパー」

エウロプシュネ解放後は、タオと共に教会で生活している
マクレガー
- 所持魔導書:「鎌鼬」、「エア・ブラスト」

対エウプロシュネ戦にてタオと少尉を守るため死亡
アウレリウス
- 所持魔導書:「ヘルメス・サイズ」

対エウプロシュネ戦にてタオと少尉を守るため死亡
リエル
- 所持魔導書:「レロージオン・ドゥ・レスプリ」「ブラックホール」

秘密結社・エウプロシュネの幹部。雪子を亡き者にしようと刺客を差し向けた張本人。銀髪銀眼。
天宮グループが魔導書（リング）の模造品を作り出す技術を開発したことに目を付け、宗悟に魔導書（リング）の軍事利用を持ちかけるが拒否されたため、宗悟夫妻を飛行機事故に見せかけて殺害。
これが契機となってグループの実務を引き継いだ雪子の叔父・裕悟がエウプロシュネとの裏取引に手を染めたことから魔導書（リング）の力を悪用し、或いはその力に操られた犯罪が増加している。和泉菫に殺害された。
「レロージオン・ドゥ・レスプリ」の使用者。
ナシネス
- 所持魔導書:「ウェントス」

世界の破滅を望む魔法士で、マントのフードで顔を隠している。
レムリア大陸でのアミュレット・MTFの敗北後、サーニャが氷の彫像となり永続解放を続けるアルプの遺跡に何度も襲撃、石丸と戦闘。
正体は先代の濃霧の魔女スラーヴァの夫でサーニャの父。最終決戦の際サーニャを守る小羽の手によってサーニャが自分の娘だと知り、スラーヴァが自分１人を残して逝ったのではないと知った。

### 先史文明時代の魔法士たち
トゥーラ
- 所持魔導書:「バーサーカー」「アーカーシャ」

先史文明時代最後の人の原書「バーサーカー」の使い手。現代での裕樹に相当する人物。
女性であり、空の原書「グラビティ・ドライブ」の使い手であった青年メトとは恋仲だった。
詳細は不明だが最終決戦で消滅し、消滅する寸前に当時の「アルプ」と「アーカーシャ」にこの光景を記憶するように叫んだ。また、この時の彼女の死が原因で「バーサーカー」は浸食型原書と化した模様。
メト
- 所持魔導書:「グラビティ・ドライブ」

先史文明時代最後の空の原書「グラビティ・ドライブ」の使い手。現代での菫に相当する人物。
男性であり、トゥーラとは恋仲だった。
アルプ
先史文明時代の遺産で、「星」の原書を倒すために作られた魔法生命体。
春川 裕樹　東雲 透華　石丸 悟郎　タオ　少尉　マクレガー　アウレリウスの手により破壊に成功。
ルサルカ
先史文明時代最後の人の原書「ブレスド・レイン」の使い手。現代でのサーニャに相当する人物。
最終決戦まで「雨」を四ヶ月永続解放し、衰弱し亡くなった。

## 組織
アミュレット
対魔法士犯罪機関。魔法犯罪を抑止・制圧する為に結成された、エノク社所属の魔法士のみで構成されている賞金稼ぎ部隊。
エウプロシュネ
アミュレットと敵対する秘密結社。
未来(みき)　所持魔導書　「第二世代フレイムゴースト」「フレイム・ゴースト/レス・ナンバー」
春川　祐樹と東雲 透華の子供
Perfect-Blood　The next generation『聖典』にて登場。

## 用語
魔導書（リング）
先史文明時代からの遺産で、魔法士の血を媒介にして魔法を発動させる「書物ではない魔導書」。
基本的にはアクセサリーの形を取るが、どんな魔導書にも必ず「万物の循環」を表す金属の輪に古代文字が刻まれている共通点が存在する。ちなみに、アクセサリーだが単位は「冊」である。
魔法士が身に付け、「解放」することで超常の力を発揮するようになり、戦車や銃に代わる兵器にもなるほどの力を持つ。しかし魔導書は魔法士を呑み、いずれ魔法士の精神も細胞も変質させ切る「暴走」状態にする危険な代物でもある。
魔導書にはレベルがあり、初級魔導書（ビギナーリング）、中位魔導書（ミドルレベルリング）、上位魔導書（ハイレベルリング）の三つに大別される。レベルが小さければ小さいほど魔力潜在値や威力は低いものの暴走のリスクは少なくなるが、逆にレベルが高ければ威力と引き換えに暴走のリスクは非常に高くなる。しかし、中には魔導書の暴走すら操る魔法士も存在する。
一般的に知られる魔導書のレベルは上記の三つだが、更にこれを凌ぐ威力の魔導書も存在し、古代魔導書（エンシェントリング）、精霊魔導書（フェアリアルリング）、原書（オリジン）が確認されている。他にも、創造の際に暗い由来がある呪われた魔導書（オミナスリング）、雪子製作の「上位魔導書を超える魔導書」願いの魔導書（エスペラントリング）がある。
最初は自然発生したと言われているが、現在は人工的に作り出された魔導書がほとんどで、上記の初級～上位魔導書は主に現代で人工製造されたものが殆どである。しかしそれほど広まっているものではなく、世界で数社の企業しか魔導書製造技術は持っていない。
魔法士
人類の突然変異と言われる人間で、魔導書を用いて魔法を扱うことができる。
見た目は普通の人間と全く変わらないどころか、能力や生体を見ても、魔導書を持たない限り完全に普通の人間である。人口もそれほど多くはないが、「魔法士だと気付かない」だけで普遍的に日常社会で見かけるほどには多い。
しかし、普通の人間には扱えない強力な魔法が使えること、暴走してしまえば見境なく破壊衝動に囚われること、一般人と比較してもやはり無勢なことなどが要因で、地域や個人差はあるが基本的には迫害傾向にある。そのため、自分が魔法士だとわかっていても決して魔導書を持たず、魔法士であることを隠し通そうとする者も少なくない。
人類の突然変異だと言われるが、先史文明時代の人間の子孫ではないかとも言われている。
原書(オリジン)
通常の魔導書と桁が違う魔力を保有する、全部で12冊ある最強の魔導書。
一般人の間にも「伝説」としてくらいなら話が出回っており、実際に「伝説」として語り継がれるに相応しく、一夜で国を滅ぼしたり、地形を変えてしまうほどの威力を持つ。そのため各国ではその実在をトップシークレットとしており、上位魔導書など比較にならない戦術核と同レベルの扱いである。軍事国同士ではこれを奪い合って戦争になることもあるらしい。
とてつもない威力ではあるが、同時に非常に扱いが難しい魔導書でもある。通常の魔法士が使っても10%の力すら引き出すことはできず、その威力はパーフェクト・ブラッドが扱って初めて真価を発揮する。
また、エウプロシュネ盟主の持つ原書は他の11の原書を遥かに越える力を持ち、本人が望めば容易に世界を滅ぼすことができるほどの代物らしい。
原書を保有する魔法士を「原書持ち（オリジナルウィッチ）」、「原書憑き（オリジナルウィズ）」と呼ぶ。別名「歩くプルトニウム」。
原書の中には、侵蝕型と呼ばれる通常の原書よりさらに特殊なものが存在する。侵蝕型原書は全て一様に深紅のアクセサリーの形状を取っており、その状態で解放した時点で使った魔法士の体を侵蝕、その血液と同化する。以降、死ぬまで取り外すことは不可能になり、物によるが未解放状態でもある程度原書の魔力に振り回される事になる。また、侵蝕型原書憑きが死亡すると、その魔法士の血を用いて再びアクセサリーとして固形化する。
小羽が「アルプ」から見た先史文明の光景では、「人」「病」「雷」「空」「炎」「風」「土」「雨」「刻」に加え、「星」の原書が存在するようだ。
実は兵器として以外に本来の用途があり、その本来の用途とは、ガイアが行った天地開闢・世界の創造を人の手で行えるようにするもの。そのためバーサーカー以外の10冊の原書の力は全てガイアに含まれるものである。
- ガイア（所持：エウプロシュネ）
- ブレスド・レイン（所持：サーニャ）
- アウトブレイク（所持：カトリーナ）※侵蝕型
- インフィニティ・ソイル（所持：バートランド・マイアング）
- グラビティ・ドライブ（所持：和泉菫→カトリーナ、メト）※後に侵蝕型化
- トール・ハート（所持：エレイン・ガルシア）
- バーサーカー（所持：春川裕樹、トゥーラ）※侵蝕型
- アーカーシャ（所持：多田源一郎）
- フリップフロップ（所持：リシャール・アバック）※侵蝕型

- ノア　(所持：タナハ)
- リープ・ホール（所持：ナシネス）
- ルルイエ（所持：ナイアル・アトゥール）

パーフェクト・ブラッド
「先史文明の血」。
先史文明から続く魔法士の家系に生まれた魔法士のこと。
古代に存在した最も魔法に優れた魔法士たちの血を持ち、原書を完全に使いこなすことができる。
数の少ない魔法士のなかでも伝説扱いされるほど珍しい存在で、今や数千万人にひとりの確率でしか存在しないと言われている。
遺伝性で、パーフェクト・ブラッドを持つ者は両親、あるいはその血統のどこかにパーフェクト・ブラッドを持つ者がいる。

## 魔導書（リング）
バーサーカー
- レベル:原書（オリジン）
- 属性:人
- 所持者:春川裕樹、トゥーラ

12冊の原書のうちの一冊。「チャイルド・ビッチ」和泉菫の対策用に、リエルがエウプロシュネから勝手に持ち出した魔法原書。「狂戦士」、「人」。
血のように赤いブレスレットの形状だが、一度使用するとブレスレットに込められた魔法の中身そのものが使用者の血に入り込む「侵食型原書」。リエル戦で、裕樹が偶然手に入れたもの。
「人類」を象徴する原書であり、解放すると術者の精神を殺意や破壊欲求で満たし、どんな状況下でも秒単位で肉体を進化・修復し続ける力を持つ。
発動時の肉体硬度は銃弾を弾き飛ばし、心臓を負傷しても僅かな時間で完治させてしまうほど。
「人間の力」を増幅させるのがその力の正体。異常な再生力や進化能力はそれに由来するもので、殺意に呑み込まれる性質は、術者の「殺意」という感情を増幅しているからだという。裕樹曰く、「こいつは『人間』だ」。
再生能力、強化能力が主な能力だが、最も特筆すべきは進化能力である。どんな困難にぶち当たっても、そのたびに立ち上がり成長する「人間」を象徴するかの如く機能を強化し続ける。これは「バーサーカー」の持つ他の能力全てに有効で、傷つくたびに再生力や防御力、傷つけるたびに攻撃力が上昇していく。最終的に「ノア」の鋼鉄でさえ破壊できるようになるが、細胞そのものを燃やし、再生を封じる炎属性に対する耐性だけは一切なく、弱点となっている。
副次効果として、未解放状態でも所持者の身体能力を大幅に引き上げることができる。裕樹曰く、学校では抑えるのに必死らしい。また、攻撃性を持つ魔導書に触れるとその魔導書の限界を超えるまで大量の魔力を流し込んで破壊する。
菫や多田曰く、『儀典』（アーカーシャ）の記述の環に唯一載っていない特別な存在らしい。
原書「ガイア」を倒すために必要な二冊の原書のひとつ。
原書ではあるが、その括りの中では最も潜在魔力が低い原書。実際に祐樹は他の原書憑きからも苦戦し、原書の中では最弱として扱われがち。
グラビティ・ドライブ
- レベル:原書（オリジン）
- 属性:空、地複合
- 所持者:和泉菫、メト、カトリーナ

12冊の原書のうちの一冊。「空」。小さな王制の国が発掘した原書で、これを巡って戦争が勃発、この国を含める二つの国が滅びたいわくつきの魔導書。滅びた小さな国の生き残りの王太女、和泉菫が所持する。
重力系の魔導書全ての元となった原書。自在に重力を操り、「ブラックホール」のように呑み込んだものを押し潰したり、体に纏って身体能力を上昇させたりすることができる。
桁外れの威力を持ち、「バーサーカー」との戦いでは島一つ沈めるほどの被害を出した。
性質上、個人規模で扱う魔導書の中では最強クラスの戦闘能力を持つと思われ、それは持ち主がどのような評価で囁かれているかが証明している。
原書「ガイア」を倒すために必要な二冊の原書のひとつ。
ちなみに、「グラビティ・ドライブ」の潜在魔力量は「バーサーカー」の約二倍。
対エウプロシュネ戦にて、菫の命を捧げた原書解放と魔人化に伴い侵蝕型原書化。菫亡き後はカトリーナが再び侵蝕型原書憑きとして所持する。
本来の用途は戦闘のためではなく、「星」に自由な空をもたらすための原書。
ブレスド・レイン
- レベル:原書（オリジン）
- 属性:水
- 所持者:サーニャ、スラーヴァ

12冊の原書のうちの一冊。世界中に雨を降らして回った「濃霧の魔女」スラーヴァが、娘・サーニャに受け継がせた水の魔導書。「祝福の雨」、「雨」。
全く戦闘に役に立たないというわけではないが、一切の攻撃性を持たない稀有な原書。水の浄化作用がある。
水を呼び、天候を操る力を持つ。サーニャ曰く、「霧を呼ぶか、雨を降らせることしかできない」らしい。しかし、ブレスド・レインで呼んだ霧は非常に濃く、視界が悪くなるのは当然として、数分ともたずに肺の中を水で満たすことが出来る密度があるという。
「レストラシオン」などと同じ、生命還元の力を併せ持ち、その雨に打たれるものに活力を与える。
また、自分と同じ生命還元系の魔導書の力を増幅し、無制限に周囲に振りまく力を持つ。この力を利用して「レストラシオン」の治癒効果を増幅し、戦闘で傷ついた裕樹や透華、巻き添えになった森や動物達を瞬く間に完治させた。
現状で判明している七冊の原書の中でもぶっちぎりで一位を取るほどのとんでもない潜在魔力量を誇り、原書一凶悪な効果を持つ「アウトブレイク」の少なくとも二倍、「バーサーカー」と比べても八倍の魔力があるらしい。それはあまりにも広大な魔力圏が証明しており、スラーヴァは一日だけ半径600kmを雨雲で覆ったことがあるらしい。
炎の原書「フリップフロップ」の対となる原書で、ブレスド・レインによる癒しの雨が降る間、その熱を奪いフリップフロップの発動ができなくなる。そのため、アルプの遺跡で術者を人身御供に永久解放し、目覚めた「ガイア」をその命が保つ四ヶ月だけ鎮める役割を持っている。
本来の用途は「アウトブレイク」と共に「星」に生命の誕生をもたらすための原書。
アウトブレイク
- レベル:原書（オリジン）
- 属性:不明（病）
- 所持者:カトリーナ

12冊の原書のうちの一冊。和泉菫が探し求める原書。「感染爆発」、「病」。
アミュレット内で伝説となっている、「一夜にして小さい国の人間だけを滅ぼし尽くした」原書（オリジン）。
発動した瞬間、魔力圏内部に魔力製細菌を撒き散らし、感染したものを動植物関係なく、細胞レベルで肉体の剥離現象を起こし、完全に色素を失い真っ白になるまで対象を破壊し尽くす。
更に、時間と共に進化する特性すらあり、時間が経つにつれ魔力圏も驚くべき速さで増大していく。
ただ敵を殺す為だけに存在する魔導書であり、基本的に使用者を守る為の機能は存在しないが、体に入り込んだ毒物を無効化する効果があるらしい。
魔力圏の中に侵入出来るのは、魔力細菌から常に体を守ることが出来る魔導書を持つ魔法士のみ。
作中では、細菌が入り込んでも常に毒に侵された体を修復治癒出来る「バーサーカー」、細胞を炎に作り変えて細菌が体内に入る前に焼き尽くす「フレイム・ゴースト」、体を斥力で包んで細菌を弾き飛ばすことが出来る「グラビティ・ドライブ」の三種の魔導書の持ち主が進入に成功した。
また、「バーサーカー」と同じ侵食型原書であり、心臓の血液に原書の力が浸透している。
滅ぼされた「小さい国」の生き残りが菫であり、この原書にただならぬ怒りを抱いている。
三巻にて、所持者であるカトリーナが登場。「レストラシオン」との併用で彼女の心臓から「アウトブレイク」を引きずり出すことに成功。現在は、カトリーナの血でできた真紅の指輪となってエノク社の地下に封印されている。
本来の用途は「ブレスド・レイン」と共に「星」に生命の誕生をもたらすための原書。
トール・ハート
- レベル：原書（オリジン）
- 属性：空（雷）
- 所持者：エレイン・ガルシア

12冊の原書のうちの一冊。MTFの魔法士、エレインが所持する原書。形状はチョーカー。「雷神の心臓」、「雷」。
強力な雷の力を持つ原書で、魔力量は「グラビティ・ドライブ」に届かないものの、広い攻撃範囲と効果バリエーションを持つ。
普通に使っても強力なのだが、電流を発生させる能力を上手く操ることで、帯電による着磁を利用して壁を疾走したり、電磁波を生み出して電子レンジのように人間の血液を沸騰させたりと、多岐に渡る応用が存在する。
本来の用途は戦闘のためではなく、「星」に風を集めるための原書。
アーカーシャ
- レベル：原書（オリジン）
- 属性：刻
- 所持者：多田源一郎

12冊の原書のうちの一冊。「刻の儀典」、「刻」。
Bランクアミュレットでエノク社社長、多田源一郎が所持する。形状はイヤリング。現在登場している原書の中で唯二、持ち主がパーフェクト・ブラッドではない普通の魔法士。知識を司る刻の原書。
過去・現在・未来の時間を掌握する原書で、時間に関連する能力を複数持つ。ひとつは所有者を刻の中に縛り付け、不老不死にする。ひとつは現在過去未来のすべての時間を見る神の視点を得る。
後者の能力は「本来の未来」を見通すことで、この先何が起きるかという「正史」を予め知覚することができるが、「アーカーシャ」の術者・「アーカーシャ」に予知された未来を知る者・「アーカーシャ」に記述の無い「バーサーカー」・いずれかの3つで消えるはずだった運命を修正された者はその未来を変えることができる。しかし、未来を変えると時間が経つごとにどんどん「正史」とのズレが生じ、意図的な運命改変は不可能になっていく。本編でこの条件に当てはまるのは術者の多田、多田に予知を聞かされている石丸、「バーサーカー」祐樹、死の運命から抜け出しているカトリーナ、そして「ガイア」による「儀典」能力を持つエウプロシュネの5人。ちなみに、その場限りの近い未来を予知して攻撃を回避したり、その都度過去や現在を探って情報を集めることもできる。
術者は「アーカーシャ」本体と思われるゴシック調の黒い衣装を着た少女を知覚し、その少女はエウプロシュネと同じ姿を持つ。
本来の用途は戦闘のためではなく、「星」に生まれた文明の歴史を記憶するための原書。
インフィニティ・ソイル
- レベル：原書（オリジン）
- 属性：地
- 所持者：バートランド・マイアング→ナシネス　　

12冊の原書のうちの一冊。「無限の土」、「土」。
金属で出来た獅子を創り出し、従える力を持つ原書。生み出された獅子はそれぞれが擬似的な命を吹き込まれており、自律行動が可能。加えて体表は金属で出来ているため硬くて重く、それぞれの戦闘能力が高い、なお術者本人が死亡しても動き続ける。
本来の用途は戦闘のためではなく、「星」に生まれた生命を育むための原書。
ルルイエ
- レベル：原書（オリジン）
- 属性：星
- 所持者：ナイアル・アトゥール

12冊の原書のうちの一冊。
本来の用途は人の移住する「星」を創るための原書。
ノア
- レベル：原書（オリジン）
- 属性：不明（鋼鉄？）
- 所持者：タナハ

12冊の原書のうちの一冊。
特殊な金属の塊で、その形を自由自在に変形させることができる。
この金属は非常に硬く、薄い膜ですらバーサーカーの一撃を防ぎ得る鉄壁の原書。
本来の用途は戦闘のためではなく、「星」に存在する生命に安寧を与えるための原書。
フリップフロップ
- レベル：原書（オリジン）
- 属性：火（炎）
- 所持者：リシャール・アバック

12冊の原書のうちの一冊。「炎」、「ゼロに帰す者」。
アウトブレイクと同じく、超広範囲を殲滅する無差別攻撃型原書。術者を中心として半径数百キロ、1万K(ケルビン)にも及ぶ「灼熱の壁」を作り出す。
実は本編の数年前に、当初「原書を集め、武力的に弱い国に与えて世界のバランスを保つ」思想を持っていた菫に狙われるが、牽制にならないほどのあまりの威力を持つために菫は入手を諦めた。
侵蝕型原書のため取り外し不可能。現在はリシャールがその身体の中に飼い、特殊な拘束血清で抑え込んでいる。
原書本体より、先にエウプロシュネが「ガイア」の能力で使ったために存在が明らかになった。リシャールは祐樹たちが最後の戦いに敗れた時は、人類最期の反抗としてこれを暴走状態の全力で放つことを誓っている。
実は人間による発動が可能なのは一度きりで、その際術者の生命力を含めた全てを魔力に変換し、炎を放つ。性質上、常に発動には全力が強いられ、その瞬間には暴走に近い症状が現れる。
本来の用途は戦闘のためではなく、「星」に文明の始まりの「火」を生み落とすための原書。
リープ・ホール
- レベル：原書（オリジン）
- 属性：不明
- 所持者：ナシネス

12冊の原書のうちの一冊。「転移」。
ナシネスが所持していた原書で、作中で明らかになる最後の一冊。
瞬間移動、ワープの魔導書で、発動するとほぼタイムラグゼロで遠距離への転移が可能。射程は存在せず、どれだけ離れた場所へも一瞬で行くことができる。
本来の用途は戦闘のためではなく、「星」の管理を行うための原書。
ガイア
- レベル：原書（オリジン）
- 属性：全属性（星）
- 所持者：エウプロシュネ盟主

12冊の原書の中の一冊だが、他の11冊を遥かに超える力を持つ原書の頂点。「星」。
全ての属性を持ち、原書同士の戦いで荒れ果てた先史文明を海底に沈めたと言われる、究極の原書。
多田によると1年半後、世界はこの原書を持つエウプロシュネ盟主によって滅ぼされるという。
「バーサーカー」を除く全ての原書と魔導書の原点であり、膨大な魔力と共に10の原書の能力をそのまま所持する。現在登場しているのは「ルルイエ」の空間創造、「アーカーシャ」の未来予知「儀典」、「フリップフロップ」による灼熱の炎の壁を作りだす「光の衣」など。
天地創造の魔力を持ち、本来一発しか撃てないフリップフロップを連発し、世界中をインフィニティ・ソイルで埋め尽くし、レムリア全土にブレスド・レインの雨を降らせるなど桁外れというのも馬鹿らしくなるほど膨大な魔力を持つ。
「バーサーカー」ほどの身体能力と、「グラビティ・ドライブ」ほどの重力制御能力があれば、その弱点となりえるらしい。
正体は、高次元に存在する生命。自分か生きている事を知ってもらいたく、人類に10冊の原書をもたらした。
フレイム・ゴースト
- レベル:上位
- 属性:火

透華のメインアームで、意志を持つ炎の魔神を呼び出す魔導書（リング）。
雪子の父・天宮宗悟が、錬金術師で魔法士であるパラケルススの魔導書「サラマンダー」を素に創った、意志ある魔導書（リング）。
火属性魔導書の中でも威力・危険度共に高い魔導書であり、未熟な魔法士が使っても制御することは難しく、最悪の場合、暴走して細胞そのものが炎に作り変えられ、自分自身が炎の化物と化した挙句、周囲を自分諸共焼き尽くして死ぬことになる。
但し、天才レベルの魔法士である透華は、細胞そのものが炎になる暴走現象を起こしても我を失わず、逆用することさえ可能となる。
最終決戦では雪子による強化型、第三世代フレイム・ゴーストが登場する。こちらは魔神ではなく、剣を持つ炎の英雄を召喚する。
フレイム・ゴースト　レス・ナンバー
- レベル:上位
- 属性:火
- 所持者:東雲透華

第二世代「フレイム・ゴースト」の中でも、ひとつだけ存在するシリアルナンバーの無い特殊な魔導書。
基本性能は通常の「フレイム・ゴースト」と変わらないが、中にはレロージオン・ドゥ・レスプリで投射したリシャールの精神情報が存在する意志ある魔導書。
書き込まれた意志は使用するごとに成長し、術者の精神を真似ていく。
さらに、魔導書「イグニス」や「フリップフロップ」などによる質の高い上位の炎を喰らうことで、その高質の炎を記憶し、再現することができるようになる。
製作者は天宮宗吾とリシャール・アバックの共作。リシャールをして、雪子の「帚星」を見てもなお宗吾の天才性を支持させる一品。
原書以外で、ガイアとの戦闘に耐えうる魔導書のひとつ。
レストラシオン
- レベル:上位
- 属性:水
- 所持者:東雲透華、和泉菫

復元魔法レストラシオン。負傷者の傷を瞬く間に治す力を持ち、魔法の持続中であれば一時的に傷を完治状態にさせることが出来る。
しかし回復力と治癒効果の有無が距離と比例するため、傷の本当の完治まで術者と被術者は出来るだけ近くにいなくてはならない。例として最初、裕樹に対して使用された時、心臓の破壊と右腕の切断を治す為に必要な時間は十日だった。それ以来、任務で傷を負った時は透華と裕樹でお互いに使い合っているらしい。
実は世間にほとんど知られていない魔導書で、その驚異的な復元能力を望む者に狙われないよう、存在を隠匿されている。石丸や透華をして「ある意味原書より恐ろしい」と言わしめた。
術者と被術者が離れられない、という部分から、ある意味役得な魔導書。実際裕樹も喜んでいる。
「アウトブレイク事件」において、透華たちが使用していたレストラシオンはカトリーナと共に菫に持ち去られているので、四巻以降に透華たちが使っているレストラシオンは別のストックである。
風神
- レベル:下位
- 属性:空
- 所持者:春川裕樹、他

初心者用魔導書。風を操る力を力を持った魔導書で、副作用が存在しない。
一応魔導書ではあるが、戦闘に参加しようと思うと、全く役に立たない玩具レベルの威力しか持たないので、個人用の護身具くらいの使い道しかない。
天宮グループの日本支部、つまり雪子が開発した魔導書の一つである。
雷神
- レベル:下位
- 属性:不明(恐らく空)
- 所持者:エウプロシュネ構成員他

初心者用魔導書。電気を発生させる力を持った魔導書（リング）だが、風神と同じく威力不足で魔法士戦闘では役に立たない。但し、副作用は存在しない。
レロージオン・ドゥ・レスプリ
- 所持者:リエル

ピーピング・キャット
- レベル:不明
- 属性:土、水
- 所持者:和泉菫、石丸悟朗

「のぞき猫」とも呼ばれる情報収集用魔導書。発動させると黒猫が出現し、黒猫が見たもの、聞いたものを余すことなく術者に伝える。
菫が所持しているものは現在、カトリーナの監視用に解放したまま彼女のそばに置いてきている。
本来ならば情報収集用なのだが、実は黒猫そのものも戦闘能力を持ち、その実力は中級魔導書を自由に扱える魔法士数人を相手に圧倒できるほど。
菫が作ったオリジナルの魔導書だが、雪子からしてみると設備さえあればいつでも作れるらしい。
物語中盤にて、雪子が同様の効果のものを新しく制作、石丸に与える。ただし、猫の色は黒ではなく白。東雲透華が言うには製造者本人の精神の状態をあらわすらしい。
チャッター・ボックス
鎌鼬
- レベル：中位
- 属性：空
- 所持者:エウプロシュネ構成員、マクレガー他

空属性の中位魔導書。
風を操る能力は「風神」と同じだが、こちらは威力が上がり、より高次の戦闘を可能にしている。魔法士犯罪者の間ではポピュラーな装備品。
日本語の名前が付いている通り、天宮雪子が生み出した魔導書のひとつ。しかし、平和のために創られたこの魔導書は逆に人を傷つけるために使われるようになり、それが雪子に深い影を落としている。
ブラックホール
- レベル：上位
- 属性：地・空複合
- 所持者:リエル

リエルが戦闘で使用する、重力系上位魔導書。
人間の頭ほどの大きさの黒球が出現し、使用者の意志に応じて浮遊する。この黒球は一種のブラックホールであり、中に飲み込んだものを跡形もなく消滅させる。
使用者の力量に応じて複数の黒球を操ったり、速度や精度も上がるようである。
極めて凶悪な上位魔導書であるが、原書であり、自分の親とも言える「グラビティ・ドライブ」とは最悪レベルの相性で、手も足も出ない。
クレイワーク
- レベル:上位
- 属性:地
- 所持者:石丸悟郎

Aランクアミュレット、石丸悟郎が持つ上位魔導書。彼の主な使用魔導書である。
能力は物質を自由に操ることであり、土や岩はもちろん、コンクリートやガラス、金属など形ある物でさえあれば、その種類や大きさを問わず、自由な形に変えることができる。
主にこの能力で蛇を創り出し、それを操ることで攻撃をしかけるが、戦いが終わったあと、周囲の破損物などに対して使用することで元の形に直す、などの使い方もある。
能力の本質は、対象物に対して命令を送ることにあり、すでに他の魔法士の魔力に侵されている物質に対して能力を行使する場合は、魔力同士のぶつかり合いに勝つことが条件になるようだ。
ヘルメス・サイズ
- レベル：呪われた魔導書
- 属性：？
- 所持者:アウレリウス→タオ

賢人アウレリウスが所持する鎌型の魔導書。「死神の鎌」。
原書「ノア」の鋼鉄から削り出されて造られた魔導書であり、術者の意思によってそのサイズを自由に変える。
「ノア」の特性と武器としての特性を併せ持つ非常に優秀な魔導書で、自分の親であるはずの「ノア」の防壁さえ切り裂く。
原書以外で、ガイアとの戦闘に耐えうる魔導書のひとつ。
ジャック・ザ・リッパー
- 所持者:少尉(本名アズサ)

光陰
- レベル：呪われた魔導書
- 属性：刻
- 所持者:多田源一郎

Bランクアミュレット、多田源一郎のメインアームである魔導書。
ほとんどの魔導書がアクセサリーな中そうではない形状をしている、作品世界でも珍しい戦闘用魔導書。「光」「陰」の二振りの日本刀のセット。
中世、原書憑きを殺すために造られた魔導書で、刀そのものが時の流れから断絶しており、そのために解放中は折れる曲がるなどの形状変化が一切発生せず、どれほど固いものでも簡単に切ることが可能。
現代ですら原理が解明不可能な「刻」魔法魔導書のひとつ。
ノーム
- レベル：精霊
- 属性：地
- 所持者：セルゲイ→タオ

パラケルススが創った中世の精霊魔導書（フェアリアル・リング）。先史文明から存在する魔導書には敵わないが、上位魔導書を凌ぐ威力を持つ。
意志ある魔導書で、トンガリ帽子を被り足先の尖った長靴を履いた、土色のコビトの姿をしている。コビトは独立した行動を取り、無数の土の槍を作り出して攻撃する。
イグニス
- レベル:古代
- 属性:火
- 所持者:タオ、東雲透華

先史文明から原書と共に飛び散った遺産のひとつ、古代魔導書。「炎」。
純粋な炎の力を持ち、火山のマグマを地表に誘導爆破させるほどの熱量を持つ。
これも例外なく、タオの幻覚魔法を成立させるためにある魔導書だが、通常の攻撃手段としても十分すぎるほど強力なため、これのみの使用も多い。
対エウプロシュネ戦において、「光の衣」を耐えきるためにタオのものは砕け散るが、その後リシャールが透華に別のストックを手渡している。
カエルム
- レベル:古代
- 属性:空
- 所持者:タオ

イグニスと同じく、先史文明から存在する古代魔導書の一冊。「空間」。
詳しい効果は不明だが、彼の幻覚魔法を完成させるために使われる。多田の予想では、他の魔導書で作り出した光や温度差を増幅させ、蜃気楼を見せているらしい。
リトル・フォグ
エレクトロ・マグナ
リフレクト・ミラー
ベルスーズ
- 所持者：タオ

タオが持つ七つの魔導書たちの一部。それぞれに固有の能力があるが、基本的には彼の戦法である幻覚魔法を成立させるためにある。ただし、このうち「エレクトロ・マグナ」と「リフレクト・ミラー」は全く使われなかったため、効果が一切不明。
帚星
- レベル:願いの魔導書
- 属性:地・空・火複合
- 所持者:東雲透華

菫の「グラビティ・ドライブ」を参考に、雪子が開発した「上位魔導書を超える魔導書」。しかし、実際には「最高峰の力を持つ上位魔導書」として明確なランク付けが成されている。開発コードXX。
三巻にて完成。「透華のためだけの魔導書」として、雪子から透華に贈られたが、あまりにも強力すぎる魔力を持つために、エノク本社の許可がないと持ち出し・使用ができない。
「グラビティ・ドライブ」と同じく重力を操る魔導書（リング）。
発動した際には七つの隕石(メテオライト)が出現し、燃え盛りながら使用者の意志通りに浮遊する。メテオライトは強力な攻撃手段であり、極めて高速かつ正確な飛行が可能。
同時に、このメテオライトは重力制御能力の発生源となり、対象がメテオライトに近くなればなるほど、重力制御の影響を強く与えることができる。また、浮遊能力と同じく、重力そのものの制御もかなり精密に行うことができる。性質上、「帚星」魔力圏内では、同じ重力系魔導書から発せられる重力は中和されて極めて弱い力しか出せなくなる。
性質上、メテオライトの材料が無い空中、水中、水上での発動が不可能な弱点を持つ。
「グラビティ・ドライブ」の天敵と成り得る魔導書。
透華は「フレイム・ゴースト」とは違う愛着をこの魔導書に見せており、戦闘中によく話しかけたり、雪子を帚星の「母」としてお願いをしたりと、雪子の「娘」のような扱いをしている。後に、この魔導書の種別を「願いの魔導書（エスペラントリング）」と名付けている。
原書以外で、ガイアとの戦闘に耐えうる魔導書のひとつ。
修羅
- レベル:願いの魔導書
- 属性:不明
- 所持者:石丸悟郎

裕樹の「バーサーカー」を参考に、雪子が開発した「上位魔導書を超える魔導書」。開発コードXY。
この魔導書には、常に肉体の細胞を書き換え続けるという暴走の最終段階を制御する技術が必要となり、「フレイム・ゴースト」でそれを可能としている透華ならば使いこなすことが出来るという前提で、開発が進められていた。
三巻にて完成。しかし透華ではなく、「石丸のためだけの魔導書」として、雪子から石丸に贈られた。
元になった「バーサーカー」と同じく非常に強力だが危険な魔導書とされ、石丸は雪子から五分以上の使用を禁止されていた。その威力は、原書「インフィニティ・ソイル」で創られた金属の獅子五体をほぼひとりで倒すほど。多田の協力もあってこそだが、解放前に「30秒も必要ない」と言っている事から、魔導書と雪子に対する信頼のほどがうかがえる。実は、力そのものは解放状態の「バーサーカー」よりも強い。
儀典の記述にない「バーサーカー」が元になったからか、「修羅」自身も「アーカーシャ」の記述の中には存在しなかった。アーカーシャ曰く、「やさしいほうきぼしの、こわいおとうと」。
原書以外で、ガイアとの戦闘に耐えうる魔導書のひとつ。
ウィンディルネ
- レベル:精霊
- 属性:水
- 所持者:桐谷小羽

水属性の精霊魔導書(フェアリアルリング)。
エア・ブラスト
- レベル:上位
- 属性:風
- 所持者:マクレガー

## 既刊一覧
1. 彼女が持ってるボクの心臓　2008年1月30日初版 ISBN 9784086304016
2. 恋する魔女と、シアワセの魔法　2008年3月30日初版 ISBN 9784086304139
3. 雪の夜想曲†空の奇想曲　2008年6月30日初版 ISBN 9784086304320
4. 道化の魔女と、刻の誘い　2008年9月30日初版 ISBN 9784086304481
5. 海風と魔女の小交響曲　2008年12月30日初版 ISBN 9784086304627
6. 偽りの世界と虚飾の神　2009年3月30日初版 ISBN 9784086304788
7. 空、落ちる日　2009年9月30日初版 ISBN 9784086305075
8. 壊れゆく世界と、天使の恋歌(セレナータ)　2009年12月30日初版 ISBN 9784086305259
9. The Last Chapter[1] 2010年3月30日初版 ISBN 9784086305419

ぱ〜ふぇくと・ぶらっど（短編集)
- A Happy×2 Week　2009年6月30日初版 ISBN 9784086304931